# Pabellón M
El Pabellón M es un complejo diseñado por Agustín Landa Vértiz, ubicado en el centro de la ciudad de Monterrey en Nuevo León (México). Pertenece al proyecto de la regeneración del centro de la ciudad. Este complejo está conformado por la Torre InverCap, el Auditorio Pabellón M, el Centro de Convenciones, un Centro Comercial y un Hotel Fiesta Americana. En junio de 2016 el complejo fue terminado al concluir la construcción del Auditorio M y actualmente se encuentra en operaciones.

## Características

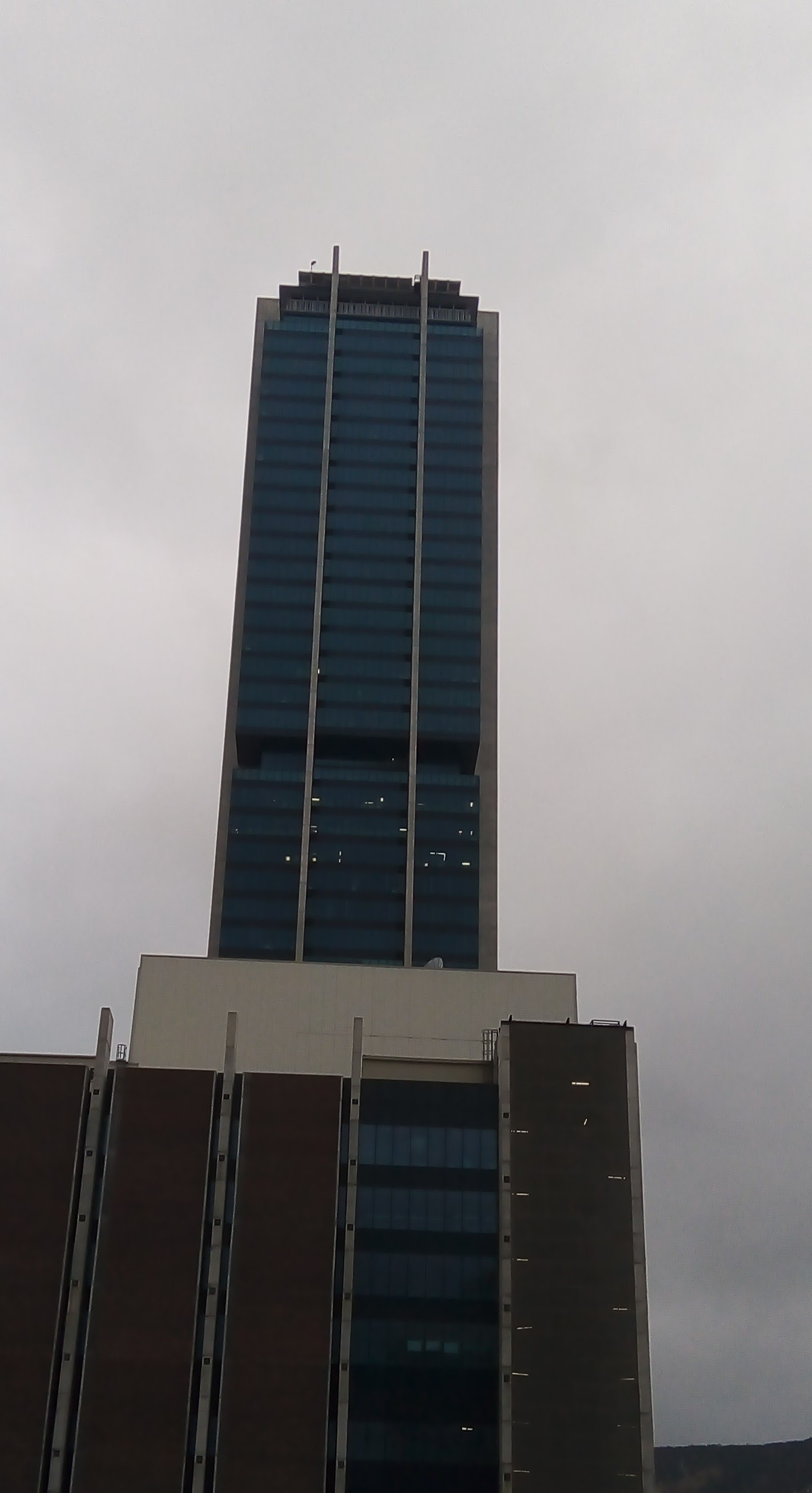
Pabellón M desde un estacionamiento.

Actualmente el Pabellón M es un icono del centro de Monterrey, tras ser el primer edificio en superar los 200 metros de altura en este punto céntrico de la ciudad. En enero de 2015 fue el edificio más alto del Área Metropolitana y del estado de Nuevo León, meses después ocupó el segundo lugar en altura tras ser rebasado por la Torre KOI, en San Pedro Garza García, la cual actualmente es la segunda torre más alta de México, siendo superada en 2019 por la Torre T.Op I (Monterrey); y ocupa ahora el 4.º lugar después de la Torre Koi y la Torre 3 de Metropolitan Center (San Pedro Garza García). En octubre de 2015 fue inaugurado el Centro de Negocios y la Torre, y en junio de 2016 quedó concluida la construcción del Auditorio. El edificio está ubicado en una de las principales avenidas de la Ciudad, la Avenida Constitución. 
El edificio fue diseñado por el arquitecto Agustín Landa Vértiz para impulsar la regeneración del Centro, ya que en los últimos años esta parte careció de inversión y desarrollo mobiliario. Lo notable del complejo es la Torre debido a su altura y el Auditorio por su forma de elipse que tiene una capacidad de hasta 4,500 personas. El propósito del proyecto fue el desarrollo de un complejo para albergar oficinas o negocios con un Hotel y Centro de Convenciones para atraer de nuevo inversiones a la zona. 
Antes de su construcción se esperaba que contara con solo 182 metros de altura. Pero con el paso del tiempo sufrió diversas modificaciones hasta llegar a los 208 metros. Antes de sus construcción hubo diferentes proyectos entre esos estaba la construcción de dos torres, pero luego fue desechada y modificado al de ahora. Actualmente cuenta con 50 plantas, las primeras once alberga el Hotel Fiesta Americana calificado con 5 estrellas, el resto son de las oficinas y en lo más alto de la torre hay un helipuerto. Originalmente se esperaba que la construcción de este complejo terminara en diciembre de 2013 e iniciara operaciones en el año 2014.

## Construcción

### Planificación y Construcción
Debido a la falta de inversión en el Centro de Monterrey que es considerado el corazón de la ciudad, dejó de ser atractivo en ámbitos de inversión y desarrollo mobiliario, ocasionando su baja en población y el aumento en predios abandonados. El proyecto surgió junto con otros posibles edificios como la Torre Santander (Tiempo después cancelado por las situaciones económicas), el Edificio La Capital, un edificio de departamentos que actualmente se ubica entre la Avenida Félix Uresti Gómez y el Paseo Santa Lucía, el propósito de estos desarrollos fue regenerar y cambiar la situación del primer cuadro de la ciudad, cambiar de una zona con casas o lotes abandonados a una zona prospera en inversión de desarrollos mobiliarios; ya que otros puntos del Área Metropolitana de Monterrey como el Valle Oriente ubicado en el municipio de San Pedro Garza García, tuvo un aumento en el desarrollo de Corporativos, edificios de uso mixto y Departamentos. 

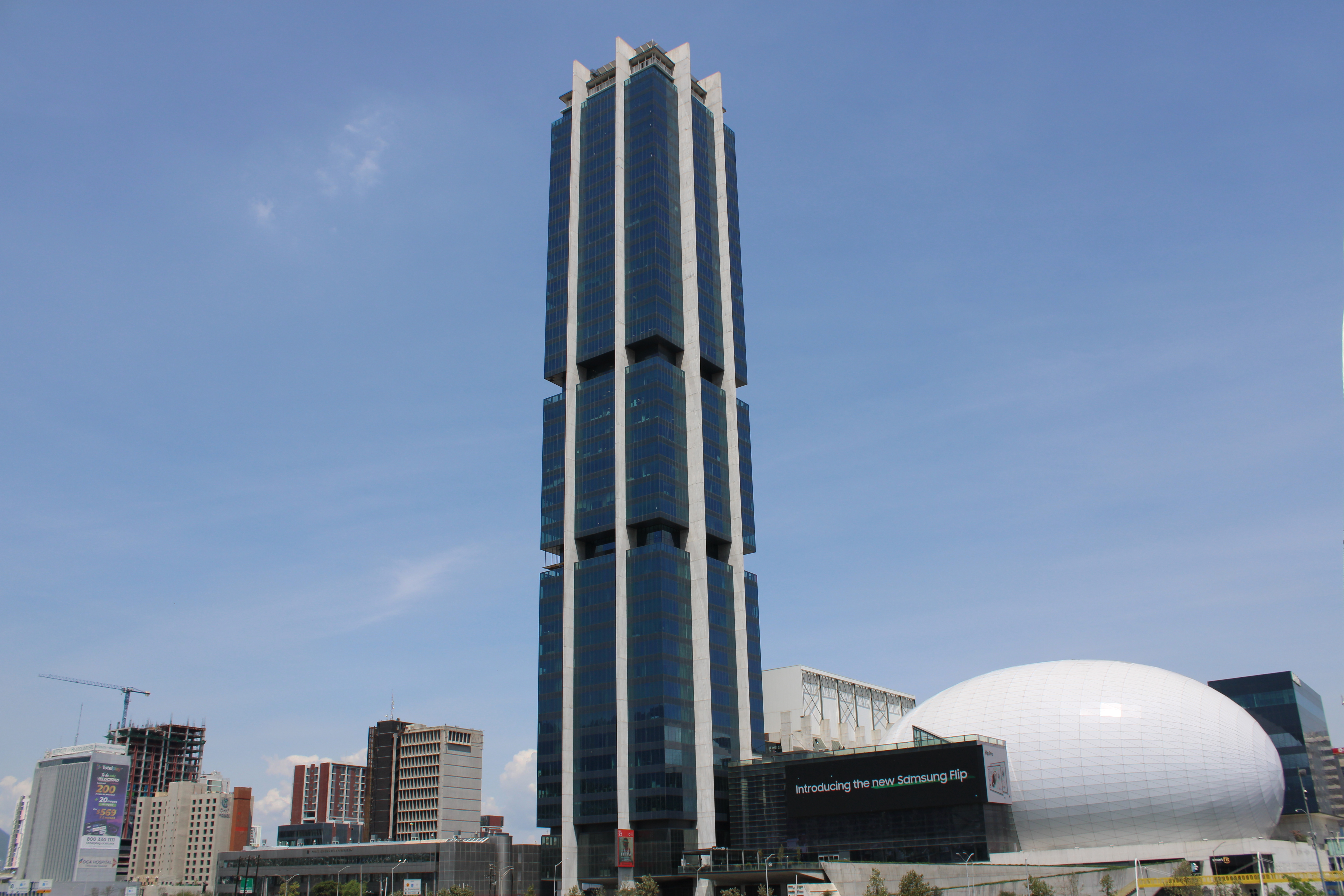
vista completa

El proyecto inició en el año 2004, con la construcción de dos torres de 20 plantas cada una, en la que una sería la sede de diferentes oficinas entre ellas las del gobierno de la Ciudad de Monterrey y la otra torre que sería un Hotel; debajo de estas torres se encontraría un Centro de Convenciones. El proyecto sufrió diferentes modificaciones desde el año 2004 hasta el 2012. En ese año la administración del Alcalde Ricardo Canavati, la ciudad de Monterrey cedió el terreno de 10 mil metros cuadrados y erogó 50 millones de pesos para indemnizar a locatarios que fueron reubicados para el desarrollo de este proyecto.
Fue modificado el proyecto por uno que constaba en la construcción de un complejo en donde antes estaba ubicado el Mercado Colón sobre las Avenidas Constitución y Melchor Ocampo y que fue demolido al comienzo de este proyecto; se esperaba que estuviera compuesto por dos torres, la más alta de 208 metros que albergaría las oficinas y un corporativo con un total de 50 pisos y otra torre de 170 metros que tendría 42 pisos y que estaría ocupado por un hotel, y que aparte sería complementado con un Centro de Convenciones con una capacidad de 3000 personas, un estacionamiento subterráneo para 2950 automóviles. Este complejo era conocido como las Torres M
En 2008 se inició la demolición del Mercado Colón, al concluir la demolición del Mercado se inició la recuperación de 30 toneladas de acero y 10,000 m³ compuesto de varilla y piedra para ser reciclado. El financiamiento sería de 180 millones de dólares provenientes de bancos extranjeros. Se esperaba una apertura parcial del edificio en el año 2010 por el festejo del Bicentenario de la Independencia Mexicana. Después de esto el proyecto tuvo una demora de 2 años, debido a la crisis económica que enfrentaba México al igual que otros países en el mundo.

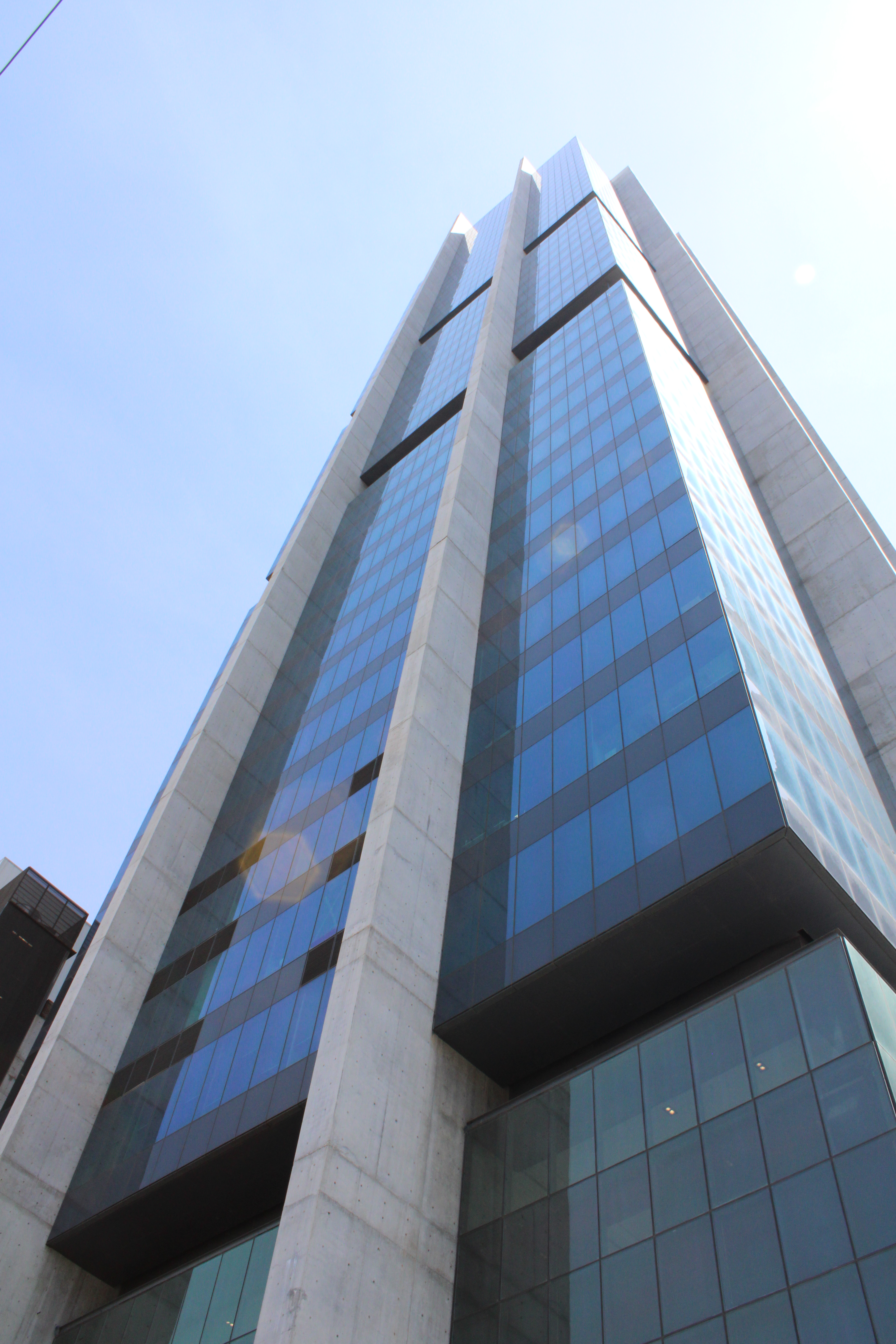
Vista de Pabellón M, calle de lateral

Hasta el 9 de diciembre de 2010 se inició la edificación del complejo Pabellón M modificado por Agustín Landa que constaría de una torre de 182 metros de altura en el que tendría espacios para oficinas  Administrativas, un hotel, centro de convenciones, centro comercial y un posible museo. El Alcalde de Monterrey Fernando Larrazabal junto con los inversionistas de la ciudad iniciaron la construcción del que entonces sería el edificio más alto de la ciudad y del Estado de Nuevo León y que tardaría su construcción aproximadamente 35 meses con una inversión de 1,200 millones de pesos. A partir de ahí inició la etapa de regeneración del primer cuadro de la Ciudad de Monterrey. Durante su construcción también estaba el proyecto de la Torre Santander que sería la torre más alta de Nuevo León con una altura de 198 metros de altura, pero tiempo después quedó suspendido.
Para principios del año 2011 se llevaron a cabo las excavaciones para la cimentación del edificio. 
En abril de 2012 se inició la cimentación del complejo pero ahora con una inversión de 2,000 millones de pesos; el director del proyecto José Lobatón en la presentación informó que se esperaba que fuera concluido para diciembre del 2013 y entrará en operaciones en 2014. En la presentación del proyecto se mostraron las modificaciones del complejo, la Torre de 182 metros de altura pasaría a ser de 206 metros de altura con 48 niveles, el auditorio contaría con una capacidad de 3,800 personas y se desarrollaría un estacionamiento subterráneo de 6 niveles con una capacidad de 2,700 cajones.
Para enero de 2014 grupo POSADAS confirmó la operación de un Hotel Fiesta Americana dentro de la torre. Para ese mismo año el complejo presentaba un 50 por ciento en avance, por lo que se proyectaba el inicio de operaciones en diciembre de ese mismo año.

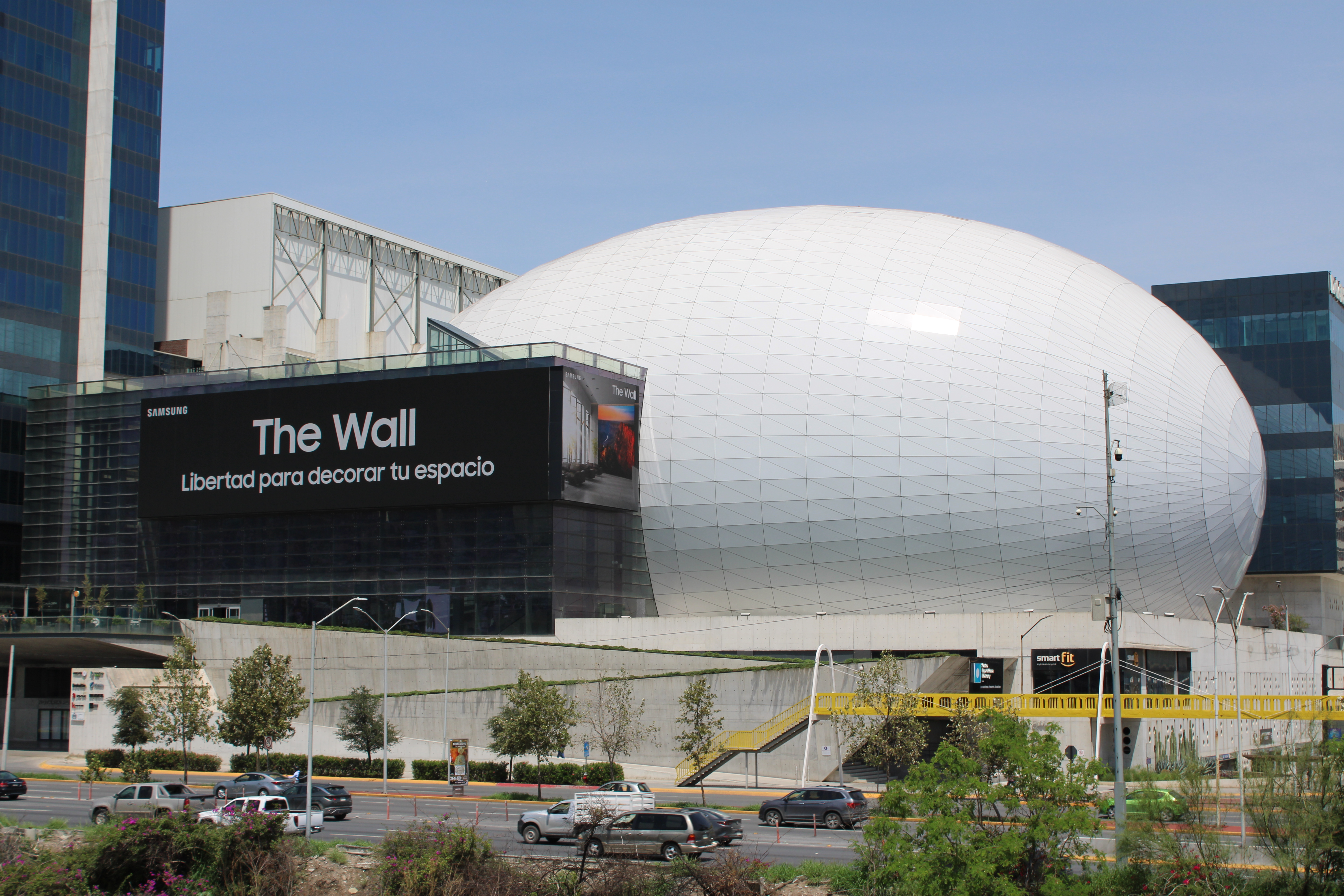
Pabellón M, arquitectura